# La división
"The Divide"  es un 2014 drama legal que se transmitió por televisión en WeTv. La primera temporada constaba de ocho episodios de una hora de duración.  Se estrenó el 16 de julio de 2014. El 30 de octubre de 2014, la serie fue cancelada por WE-tv.

## Argumento
Una exploración de la moral, la ambición, la ética, la política y la raza en el sistema judicial de hoy tal como se ve a través de los ojos de un trabajador del caso apasionada y un fiscal de distrito la misma pasión cuyos puntos de vista pueden variar.

## Reparto
- Marin Irlanda como Christine Rosa

- Paul Schneider como Clark Rylance

- Damon Gupton como Adán Page

- Nia Long como Billie Page

- Clarke Peters como Isaías Page

- Britne Oldford como Jenny Butler,

- Chris Bauer como Jared Bankowski

- Joe Anderson como Terry Kucik

- Adam Rothenberg como Danny

## Desarrollo y producción
La serie fue originalmente desarrollada y ordenada como piloto en 2012 por la cadena hermana de AMC, pero no fue recogida. Pero, sin embargo, dejó en la pelea por una posible recogida en una fecha posterior. Por la televisión WEtv tiempo había decidido retomar el espectáculo, David Manson, que corrió el piloto, se había trasladado a Netflix 's "House of Cards". Desde que John Tinker ha intervenido como productor ejecutivo.
| Número | Título                           | Dirigido por       | Escrito por                          | Fecha de emisión original | Espectadores de EE. UU. (Millones) |
| ------ | -------------------------------- | ------------------ | ------------------------------------ | ------------------------- | ---------------------------------- |
| 1      | "The Ways Men Divide"            | Tony Goldwyn       | Richard LaGravenese                  | 16 de julio de 2014       | 0.488                              |
| 2      | "No Such Thing as Justice"       | Tony Goldwyn       | Richard LaGravenese                  | 16 de julio de 2014       | 0.336                              |
| 3      | "Facts Are the Enemy"            | Allison Anders     | Richard LaGravenese & Bethesda Brown | 23 de julio de 2014       | 0.285                              |
| 4      | "Never Forget"                   | Janusz Kamiński    | Dana Baratta & Richard LaGravenese   | 30 de julio de 2014       | 0.488                              |
| 5      | "I'm for Justice"                | Sarah Pia Anderson | Richard LaGravenese & Marcus Dalzine | 6 de agosto de 2014       | 0.322                              |
| 6      | "And the Little Ones Get Caught" | Millicent Shelton  | Pamela Gray                          | 13 de agosto de 2014      | 0.373                              |
| 7      | "I Can't Go Back"                | Jann Turner        | Theresa Rebeck & Richard LaGravenese | 20 de agosto de 2014      | 0.488                              |
| 8      | "To Whom Evil Is Done"           | Larysa Kondracki   | Richard LaGravenese                  | 27 de agosto de 2014      | 0.280                              |

## [1]Referencias
https://en.wikipedia.org/wiki/The_Divide_(TV_series)
http://tvbythenumbers.zap2it.com/2014/04/10/we-tv-announces-new-and-returning-series-including-match-made-in-heaven-mystery-millionaire-the-divide- (enlace roto disponible en Internet Archive; véase el historial, la primera versión y la última).
https://tv.yahoo.com/news/divide-cancelled-tv-193149039.html?.tsrc=sams
http://www.usatoday.com/story/life/tv/2014/07/22/nielsen-chatter-week-of-july14/13005055/
https://web.archive.org/web/20151105025958/http://www.tvmediainsights.com/forum/topic/wednesday-72314/#post-218047
http://www.showbuzzdaily.com/articles/the-sked-wednesday-ratings-42.html Archivado el 28 de abril de 2016 en Wayback Machine.